# Pseudosynagelides raveni
Pseudosynagelides raveni är en spindelart som beskrevs av Zabka 1991. Pseudosynagelides raveni ingår i släktet Pseudosynagelides och familjen hoppspindlar. Inga underarter finns listade i Catalogue of Life.